# 秋田新幹線車両保有
秋田新幹線車両保有株式会社（あきたしんかんせんしゃりょうほゆう）は、かつて秋田県に本社を置いた第三セクター企業である。秋田新幹線用の鉄道車両を所有し（私有車）運行を行う東日本旅客鉄道（JR東日本）に貸し付けていた。

## 概要
奥羽本線と田沢湖線の高速化利便性向上のため、秋田・盛岡間新幹線在来線直行特急化事業に係る、秋田・東京間の新幹線在来線直行運転車両を確保することを目的として秋田県とJR東日本が出資し設立された。
2010年1月21日、所有車両のリース期間満了にともない、同年3月末をもって解散することが決議され、同年3月31日に解散した。所有車両は23億5400万円でJR東日本に売却され、秋田県からの出資金115億円は返還された。

## 沿革
- 1995年5月16日 - 会社設立[1]。設立時の出資比率は秋田県が50.5％、JR東日本が49.5％、資本金は1億100万円であった[1]。社長は秋田県知事の佐々木喜久治。
- 1997年3月22日 - JR東日本に貸し付けているE3系車両が営業運転を開始。
- 2006年6月15日 - 寺田典城知事が社長退任、西村哲男副知事が社長就任。
- 2010年
  - 3月22日 - E3系のリース期間満了に伴い、所有する全車両をJR東日本に有償譲渡。
  - 3月31日 - 会社解散。
  - 6月17日 - 清算結了。

## 所有車両
- 秋田新幹線「こまち」号で使用されている車両。
  - E3系…16本（R1 - R16編成のうち、増結車E328形を除く5両。計80両）